# Masanori Sanada
Masanori Sanada (真田 雅則, Sanada Masanori) est un footballeur japonais né le 6 mars 1968.